# Ben Whiteman
Bernard "Ben" Denzil Whiteman né le 20 août 1954 est un homme politique curacien, Premier ministre de Curaçao du 1er septembre 2015 au 23 décembre 2016.